# Pieter Geerkens

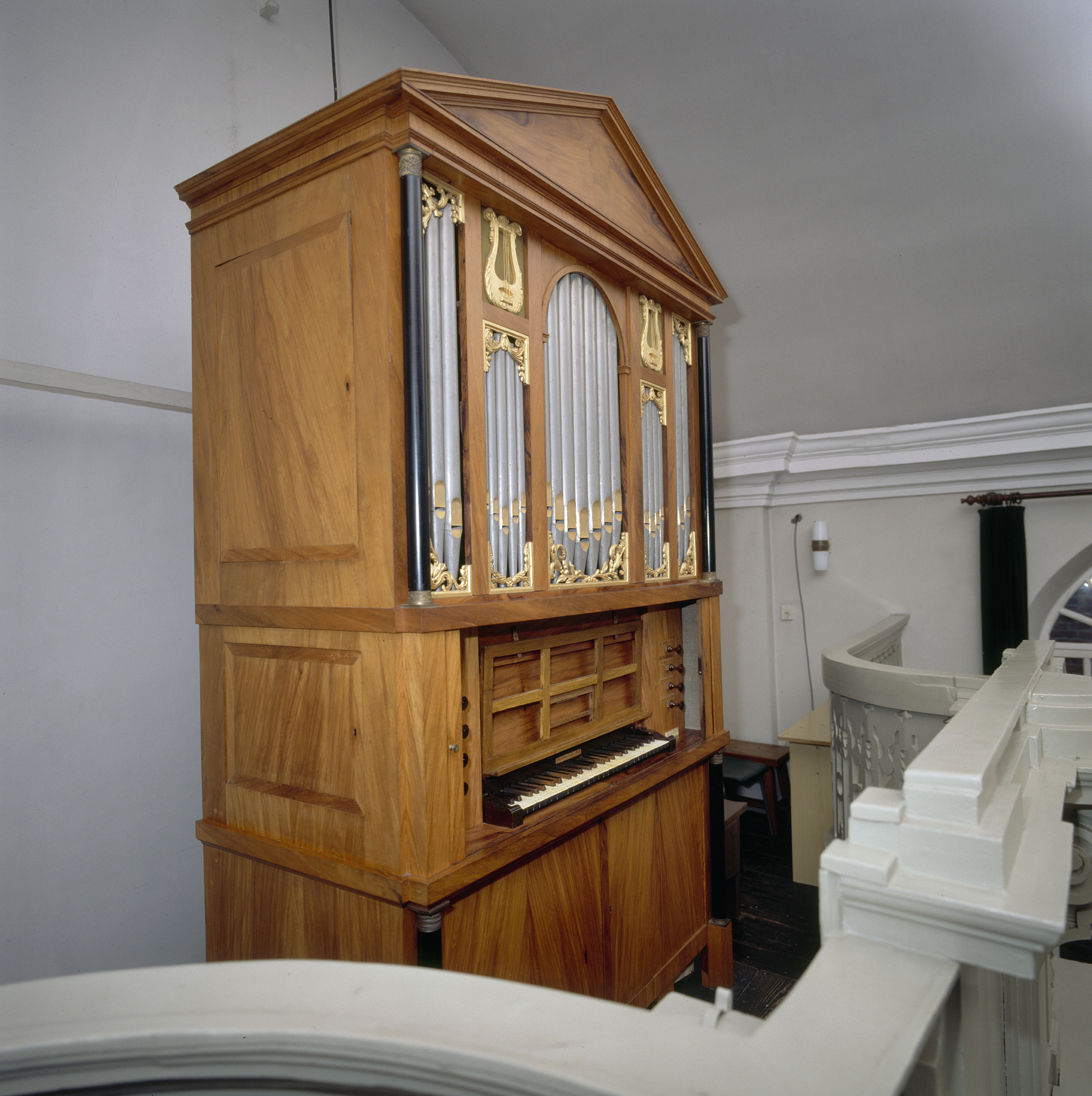
Kabinetorgel uit 1825 van P.J. Geerkens, sinds 1832 in de Protestantse kerk van Bladel

Pieter Johannes Geerkens (Dordrecht, gedoopt 12 augustus 1757 - aldaar, 21 september 1833) was een Nederlandse orgelbouwer.
Hij was de zoon van Johannes Geerkens, een koopman, en Engeltje den Hengst, en derde van in totaal vier kinderen. Hij was zoon van Johannes Geerkens en Engeltje den Hengst.
Van 1779 tot 1781 was hij in Parijs, waar hij bij verschillende organisten in de leer was. Hij zou voordien leerling geweest zijn van organist Joachim Hess. Vanaf 1781 was hij in Dordrecht werkzaam als kabinetwerker, vanaf 1790 tevens als orgelbouwer. Dordrecht had maar een beperkte traditie in de orgelbouw. Geerkens was lidmaat van de Waalse Kerk te Dordrecht.
In 1788 trouwde hij met Johanna Beukers uit Dordrecht. Hun vier kinderen waren:
- Johannes Geerkens (1789)
- Adriana Geerkens (1791)
- Justus Geerkens (1794), ook orgelbouwer
- Jeanneton Geerkens (1796)

## Het bedrijf
Oorspronkelijk was Hendrik Hermanus Hess de meest gewaardeerde orgelbouwer in Dordrecht. Orgelmaker J.M. Muller repareerde de orgels, doch deze pleegde zelfmoord in 1797, waarna Geerkens de opdrachten overnam. Geerkens heeft niet veel orgels gebouwd, en dan nog vooral kleinere orgels. Het bedrijf richtte zich vooral op onderhoud. In 1828 werd het bedrijf van Pieter Johannes overgenomen door zijn zoon Justus.

## Orgels
- Het museum Mr. Simon van Gijn te Dordrecht bezit een kabinetorgel van Geerkens uit 1785. Dit orgel staat voor onbepaalde tijd in het hoogkoor van de Grote Kerk van Dordrecht.
- De Protestantse kerk te Goudswaard bezit een Geerkens-orgel uit 1809
- Een secretaire-orgel uit 1819 werd waarschijnlijk omstreeks het midden der 20e eeuw aangekocht door de Christengemeenschap te Amsterdam, en sinds 1990 in het kerkje aan het Droevendal te Leeuwarden.
- De Protestantse kerk te Bladel bezit een Geerkens-orgel uit 1825 dat in 1832 in deze kerk geplaatst is. Waar het eerder heeft gestaan is onbekend.

Adema · Gebroeders Van der Aa · Jacobus Armbrost · Bakker & Timmenga · Johann Bätz · Jonathan Bätz · Joseph Binvignat · Sander Booij · Martin Butter · Van Dam · Matthijs van Deventer · Geert Pieters Dik · Johannes Duyschot · Roelof Barentszn Duyschot · Bernhardt Edskes · Marten Eertman · Gerardus Elberink · Elbertse · Antoon van Elen · Flentrop · Dirk Flentrop · Heinrich Hermann Freytag · Rudolf Garrels · Justus Geerkens · Pieter Geerkens · Gradussen · Albertus van Gruisen · Willem van Gruisen · Nicolaas van Hagen · Willem Hardorff · Hendrik Hermanus Hess · Jan van den Heuvel · Jan Adolf Hillebrand · Albertus Antoni Hinsz · Bernard Petrus van Hirtum · Nicolaas van Hirtum · Cornelis Hoornbeek · Klop Orgels & Klavecimbels · Hermanus Knipscheer · Johan Frederik Kruse · Ernst Leeflang · Lohman · Jan van Loo · Michaël Maarschalkerweerd · Pieter Maarschalkerweerd · Abraham Meere · Roelf Meijer · Michaël Mercator · Carl Friedrich August Naber · Familie Niehoff · Cornelis van Oeckelen · Petrus van Oeckelen · Detlef Onderhorst · Pels & Van Leeuwen · Pereboom & Leijser · Elbert Pluer · Radersma · Joachim Reichner  · Reil · Cornelis Rogier · Mense Ruiter · Conradus Ruprecht II · Hans Wolff Schonat · Franciscus Cornelius Smits · Frans Casper Snitger · Johannes Stephanus Strümphler · Johannes Wilhelmus Timpe · Valckx & Van Kouteren · Kam & Van der Meulen · Henk Veeningen · Matthijs Verhofstadt · Vermeulen · Verschueren · Johannes Vollebregt · Jacobus Vollebregt · Van Vulpen · Christian Gottlieb Friedrich Witte · Johan Frederik Witte · Lodewijk Ypma · Jacobus Zeemans
Zuid-Nederlands orgelbouwer (voor 1830)